# 懿穆貴妃
懿穆貴妃（いぼくきひ、？ - 1103年）は、北宋神宗の側室。姓は邢氏。

## 生涯
最初、後宮に入って御侍（皇帝の側女）となり、熙寧2年（1069年）8月、永嘉郡君に封ぜられた。熙寧4年（1071年）6月に美人に進封された。熙寧7年（1074年）7月、充容（正二品嬪）に進んだ。熙寧10年（1077年）正月、婉儀（従一品嬪）に進封された。男子を4人産んだが、みな夭折した。
元豊8年（1085年）に神宗が崩ずると、哲宗から賢妃の位に再進封された。同年4月、淑妃に進封された。元符3年（1100年）3月、徽宗から貴妃の位に再進封された。崇寧3年（1103年）10月、薨去し、「懿穆」と諡された。

## 子
- 恵王趙僅
- 冀王趙僩
- 豫悼恵王趙價
- 徐沖恵王趙倜

## 伝記資料
- 『宋史』
- 『皇宋十朝綱要』
- 『宋会要輯稿』